# Domus (Zeitschrift)
Domus ist ein italienisches Architekturmagazin. Es erschien erstmals 1928. Seit Mai 2013 gibt der Berliner Verlag Ahead Media eine deutschsprachige Ausgabe von domus heraus.

## Geschichte

### 1928–1945
Das Magazin DOMUS mit dem Titel in Majuskeln kam zum ersten Mal am 15. Januar 1928 heraus. Gegründet wurde die Zeitschrift vom Barnabitenpater Giovanni Semeria und dem Architekten Gio Ponti, der sie (mit der Unterbrechung von 1941 bis 1947) bis zu seinem Tod 1979 leitete. Der erste Verleger war Gianni Mazzocchi, der Untertitel der ersten Nummern lautete: Architettura e arredamento dell’abitazione moderna in città e in campagna („Architektur und Innenarchitektur der modernen Wohnung in der Stadt und auf dem Land“). Es war die erste Veröffentlichung, die das Ziel hatte, Architektur, Raumgestaltung und italienische dekorative Künste zu erneuern. Sie behandelte auch Themen für Leserinnen, wie Handwerk im Haus, Gartenarbeit und Kochen.
Bis 1940 blieb Gio Ponti Herausgeber von Domus. Im Juli 1941 wurde die Chefredaktion Massimo Bontempelli, Giuseppe Pagano und Melchiorre Bega übertragen und im Oktober 1942 von Pagano allein übernommen. Ein Jahr später wurde Bega alleiniger Herausgeber. Noch bis 1944 erscheint DOMUS monatlich, 1945 wurde die Publikation vollständig eingestellt.

### Nachkriegszeit
Nach dem Krieg bekam die Zeitschrift, nunmehr mit dem Titel in Minuskeln domus, unter der Leitung von Ernesto N. Rogers ein neues graphisches Format, die erste Ausgabe im Jahr 1946 trug die Nummer 205. 1948 kehrte Gio Ponti als Herausgeber der Zeitschrift zurück, die nun zweimal im Monat erschien. Seit 1951 erscheint domus nur noch einmal im Monat.
Die 1950er- und 1960er-Jahre waren geprägt durch eine große Vielfalt an neuen Ideen in Architektur, Kunst und Design. domus registrierte und förderte die neuen Tendenzen und Trends in der Architektur, setzte aber hohe Qualitätsstandards. Damit wurde die Zeitschrift ein einflussreicher Orientierungspunkt in der internationalen Architekturdebatte.
1968 feierte domus mit der Ausgabe Nr. 459 seinen 40. Jahrestag und erreichte im Juli 1971 seine 500. Ausgabe. Im Juli 1976 wurde Gio Ponti als Herausgeber von Cesare Casati abgelöst. Ponti wurde Redakteur. In dieser neuen Periode wurde die Zeitschrift durch Übersetzungen auf Englisch und Französisch international bekannt, bevor sie kurz darauf ihre gegenwärtige zweisprachige Form auf Italienisch und Englisch annahm.
Im Dezember 1978 feierte domus seinen 50. Jahrestag mit einer großen Ausstellung im „Palazzo delle Stelline“ in Mailand.
Nach dem Tod von Gio Ponti wurde im Juli 1979 Alessandro Mendini Chefredakteur. Das graphische Design wurde Ettore Sottsass übertragen. 1985 wurde domus von Lisa Licitra Ponti, Gio Pontis Tochter, auf Probe übernommen. Mario Bellini wurde neuer Chefredakteur und vertraute das Design Italo Lupi an. Die Zeitschrift etablierte sich weiter im internationalen Raum. Von 1988 bis 1990 wurden sechs Ausgaben mit einer russischen Übersetzung veröffentlicht. Seit 1989 wird eine chinesische Ausgabe veröffentlicht.
Im Januar 1992 übernahm Vittorio Magnago Lampugnani die Chefredaktion und vertraute im Januar 1994 die Graphik Alan Fletcher an. Die Zeitschrift war zu diesem Zeitpunkt bereits permanent zweisprachig. Vom Februar 1996 bis Juli 2000 wurde domus vom Schweizer François Burkhardt geleitet. Zum ersten Mal in der Geschichte von domus führte ein nichtitalienischer Redakteur eine internationale Redaktion.
Zum 70. Jahrestag von domus schrieb Bob Wilson das Stück „70 Angels on the Façade“, das am 1. Dezember 1998 im Teatro Strehler in Mailand uraufgeführt wurde. Deyan Sudjic übernahm die Chefredaktion von domus im September 2000. Das neue grafische Design der Zeitschrift von Simon Esterson antwortet auf ein Bedürfnis nach Einfachheit und Klarheit. Die Herausgeberstruktur besteht aus drei Makroabteilungen und erlaubt mehr Raum für Meinungen, Ansichten und Kritik. Deyan Sudjics Ziel war es, den Leserkreis mit einem lapidaren Stil und der Einführung von neuen Themen wie Autodesign und Mode zu verbreitern, ohne die Tradition der Zeitschrift aufzugeben.

### Aktuelle Entwicklung
Von Januar 2004 bis 2007 war der Architekt Stefano Boeri Herausgeber von Domus. Er hat das Magazin domus seit seinem Antritt als Chefredakteur radikal verändert. Schon das erste Cover (Januar 2004) verdeutlichte dies mit einem Foto des Triennale-Aufruhrs 1968, der zur Schließung bzw. Zerstörung der Ausstellung „Large Numbers“ geführt hat. Mit der Wahl dieses Fotos wollte Boeri an die Tradition von Architektur in Verbindung mit Gesellschaft und Politik anknüpfen.
Zusätzlich zu Architektur und Industriedesign, Kunst, Kino, Anthropologie, Fotografie, wurde auch Philosophie thematisiert. Von 2007 bis 2010 leitete Flavio Albanese die Zeitschrift, im April 2010 wurde erneut Alessandro Mendini, wie schon 1979, für elf Ausgaben Chefredakteur von domus, auf ihn folgte 2011 Joseph Grima, 2013 Nicola Di Battista.
Domus ist Partner der Porto Academy, die jährlich seit 2013 stattfindet.

## Leserschaft
Die meisten der Kernleser haben einen Universitätsabschluss (78,8 %) oder einen allgemeinen Abschluss (19,2 %). Nach Berufsgruppen aufgeschlüsselt, ergibt sich folgendes Bild: Architekten (45,7 %), Ingenieure und Fachleute des Baugewerbes (15,4 %) Innenarchitekten (14,8 %), Designer (9,7 %),  Professoren und Studenten (9,6 %), Firmeninhaber und Manager (4,8 %).

## Auflage
- domus erscheint komplett zweisprachig auf Italienisch und Englisch in einer Druckauflage von 61.300 Exemplaren  und wird in 88 Ländern vertrieben.[3]
- Verbreitete Auflage (national + international): 52.300
- die deutschsprachige Ausgabe von domus erscheint alle zwei Monate mit eigenen redaktionellen Inhalten und mit Inhalten, die von italienischen Ausgaben übernommen und übersetzt wurden.

## Marktsituation von Architektur-Zeitschriften
Im Jahre 2003 musste der Markt der Architektur-Zeitschriften Einbußen von 4,5 % im Vergleich mit dem vorherigen Jahr hinnehmen. Der Marktanteil von domus hat im selben Zeitraum nur 2,3 Prozentpunkte verloren. Das liegt daran, dass die Verkaufszahlen von domus hauptsächlich von Abonnements und der Auslandsauflage herrühren.